# Heinrich Mohnen
Johannes Heinrich Hubert Mohnen (* 7. August 1855 in Aldenhoven; † 8. Dezember 1943 in Elbing) war ein westpreußischer Baubeamter. Er gilt als der Initiator und Architekt der Neugestaltung des Seebades Kahlberg.

## Leben

### Ausbildung
Im Alter von 29 Jahren ging Heinrich Mohnen zur Vervollständigung seiner Ausbildung im Sommersemester 1885 zum Studium der Geodäsie an die Landwirtschaftliche Hochschule Berlin. Im gleichen Semester schloss er sich dem Geodätisch-kulturtechnischen Verein Kette, dem späteren RSC-Corps Saxonia-Berlin an. Im Frühjahr 1887 bestand er die Landmesserprüfung in Preußen bei der Prüfungs-Commission in Berlin.

### Karriere
Nach ersten Anstellungen 1887 bei der Eisenbahndirektion Altona und 1888 beim Deichamt des Großen Marienburger Werders, wo er nach der großen Weichsel- und Nogatüberschwemmung Projekte zur Bildung von Genossenschaften zur Be- und Entwässerung erstellte, wurde er am 1. April Kreisbaumeister des Kreises Elbing. Dieses Amt, in dem er zum Baurat befördert wurde, hatte er bis zu seiner Pensionierung am 1. April 1924 inne.
Darüber hinaus war Mohen Schiedsrichter und Gutachter im Meliorationswesen. Mohnen war neun Jahre Mitglied des Magistrats der Stadt Elbing, wobei er fünf Jahre als Stadtrat die Verwaltung des Dezernats des Wohnungsamtes verantwortete.

### Straßennetz
In seiner Amtszeit wurde das Kunststraßennetz der Stadt- und Landgemeinde Elbing deutlich ausgebaut. Trotz der gebirgsähnlichen und teilweise stark zerklüfteten Elbinger Höhen projektierte und baute er ein Straßennetz, das in der damaligen Zeit des aufkommenden motorisierten Straßenverkehrs in Westpreußen als vorbildlich galt.  In Fachzeitschriften veröffentlichte er vielfach über modernen Straßenbau.

### Seebad Kahlberg
Ehrenamtlich erstellte Mohnen die Baupläne der 1899 eröffneten Haffuferbahn.
Mit seinem Eintritt in den Aufsichtsrat der Aktiengesellschaft Seebad-Kahlberg 1898 begann die Neugestaltung des Ostseebades Kahlberg, das seit der Mitte des 19. Jahrhunderts in dem durch George Wilhelm Härtel gestalteten infrastrukturellen und baulichen Zustand verblieben war. 1899 wurde Mohnen zum 2. Vorsitzenden und 1903 zum 1. Vorsitzenden des Aufsichtsrates gewählt. Zuerst wurde unter seiner Führung der alte, ein Meter breite und 400 Meter lange hölzerne Haffsteg durch eine ebenso lange, aber 12 Meter breite Hafenmole ersetzt. Nach seinem Bebauungsplan entstand ein befestigtes Straßennetz, verbunden mit erheblichen Erdmassenbewegungen.
Das Hotel Kaiserhof wurde auf dem Höhengelände erbaut. Auf dem Höhenweg veranlasste er den Bau repräsentativer Privatvillen und Pensionen, wobei er durch den Bau einer eigenen Villa beispielgebend voranging. An der Ostsee ließ er eine Strandpromenade bauen. Zu den weiteren Baumaßnahmen gehörten ein Warmwasserbad und die Trinkwasserversorgung aller Häuser durch ein Hauswasserleitungssystem mit elektrischer Turbinenanlage.
Als Vorstandsmitglied und späteres Ehrenmitglied des Verbandes der deutschen Ostseebäder sowie ab dem 23. Oktober 1906 als Gründer, 1. Vorsitzender und später Ehrenmitglied des Ost- und Westpreußischen Ostseebäder-Verbandes warb er insbesondere für den Fremdenverkehr in Kahlberg, unter anderem durch reichlich mit Karten und Bildern versehene Reiseführer. Beim Eisenbahnministerium erreichte er die Einrichtung von Feriensonderzügen nach Ostpreußen mit unmittelbarem Anschluss nach Kahlberg. Weiterhin erreichte er mit der Gründung der Elbing-Kahlberger Dampfschifffahrtsgesellschaft die Einrichtung einer zweiten Schiffsverbindung nach Kahlberg. Im Einvernehmen mit der Ostdeutschen Eisenbahngesellschaft wurde die Linie Elbing-Tolkemit-Kahlberg eingerichtet. 1911 gehörte er dem National-Komitee des in Kolberg tagenden Internationalen Kongresses für Thalassotherapie an.

### E-Werk Elbing
1921 nahm er als Vertreter der Kommunalverbände an Verhandlungen mit dem Ostpreußenwerk zur Errichtung eines Kraftwerkes in Elbing teil. An deren Ende kam es zur Gründung einer Elektrizitätsgesellschaft, zu deren Oberleiter und Hauptgeschäftsführer Heinrich Mohnen ernannt wurde. Bereits Oktober 1923 konnte das Elektrizitäts-Überlandwerk des Kreises Elbing nach intensiver Förderung der Baumaßnahmen durch Mohnen mit der Stromabgabe beginnen.

### Familie
Er war seit 1894 mit Martha Clara Johanne Elisabeth Marie Wilczek, der Tochter des Majors und Marienburger Bezirkskommandeurs Paul Friedrich Wilhelm Karl Natalis Wilczek verheiratet. Ihr einziges Kind, Hans Mohnen, fiel 1918 im Alter von 19 Jahren und 2 Monaten als Fahnenjunker zwischen Montdidier und Royon. 1920 verkaufte Heinrich Mohnen seine Villa in Kahlberg an die Oberin des Sankt-Josefsheims in Elbing zur Gründung einer Seelsorgestation in Kahlberg, da er nach dem Tod seines Sohnes die Freude an diesem Besitz verloren hatte. Die Frau von Heinrich Mohnen wurde im Februar 1945 zweiundsiebzigjährig auf der Flucht von Elbing in den Westen von Angehörigen der Roten Armee in Aschbuden vergewaltigt. Ihr weiteres Schicksal ist unbekannt.

## Auszeichnungen
- Für die Schaffung des Elbinger Kunststraßennetzes wurden Heinrich Mohnen vom Oberpräsidenten von Westpreußen und den zuständigen Behörden mündlich und schriftlich höchste Anerkennungen ausgesprochen.
- In Kahlberg wurden zwei Straßen nach ihm benannt.
- Er war Ehrenmitglied des Verbandes deutscher Ostseebäder.
- Er war Ehrenmitglied des Ost- und Westpreußischen Ostseebäder-Verbandes.

## Bauwerke
- Kunststraße Reimannsfelde (Nadbrzeże) – Lenzen (Łęcze)
- Kunststraße Reimannsfelde (Nadbrzeże) – Succase (Suchacz) – Panklau (Pęklewo)
- Kunststraße Dornbusch – Wogenap (Jagodna) – Dörbeck – Rakau
- Errichtung des Elektrizitäts-Überlandwerkes des Kreises Elbing
- Bauplanung der Haffuferbahn
- Hafenmole in Kahlberg
- Befestigtes Straßennetz von Kahlberg
- Strandpromenade von Kahlberg
- Neubau des Warmwasserbades von Kahlberg
- Wasserversorgung von Kahlberg über eine elektrische Turbinenanlage
- Bau einer Villa in Kahlberg

## Öffentliche und Ehrenämter
- Aufsichtsratsvorsitzender der Aktiengesellschaft Seebad-Kahlberg
- 1. Vorsitzender des Verbandes deutscher Ostseebäder
- 1. Vorsitzender des Ost- und Westpreußischen Ostseebäder-Verbandes
- Mitglied des Elbinger Magistrats
- Elbinger Stadtrat